# Ernesto de Sousa
Ernesto de Sousa , nacido José Ernesto de Sousa ( Lisboa, 18 de abril de 1921 - 6 de octubre de 1988 ) fue un artista multidisciplinar, fotógrafo, cineasta e iniciador del movimiento de la sociedad cinematográfica en Portugal, y crítico de arte portugués.
Desde muy joven se dedicó al estudio del arte y la fotografía. De espíritu abierto, polémico y pionero en muchas de sus actividades artísticas, trabajó en artes visuales, cine, teatro, periodismo, radio, crítica y ensayo. Como director , se le reconoce como uno de los fundadores del llamado Nuevo Cine ( Dom Roberto - 1962), película que inauguró el movimiento, con Os Verdes Anos , de Paulo Rocha. El cine sin embargo no sería su expresión más frecuente.  De manera diversa y prolífica destaca en otras artes, dedicando gran parte de su tiempo a la fotografía.  «Las reflexiones teóricas y la obra de Ernesto de Sousa en el campo de la Fotografía fueron elementos fundamentales para la inauguración del arte contemporáneo».

## Biografía
En la década de los 40 sigue el curso de química física en la Facultad de Ciencias de la Universidad de Lisboa donde organiza una exposición sobre el arte africano para la Asociación de Estudiantes. Comenzó a colaborar con periódicos y revistas como Seara Nova , Horizonte , Vértice , Mundo Literário  (1946-1948) y Colóquio Artes.
Entró en violenta divergencia con sus contemporáneos surrealistas. Inició su participación como crítico y teórico del neorrealismo artístico y literario en la década de 1940, al entender que era un lugar propicio para la enseñanza del arte como instrumento de liberación social e individual.
Entre 1949 y 1952 vivió en París donde asistió a cursos de cine en la Cinemateca Francesa, la Sorbona y el Institut de Hautes Études Cinematographiques, clases de arte en la Escuela del Louvre y realizó el Cours d'Initiation aux Arts Plastiques de Jean d'Yvoire, con quien mantendrá la amistad. Es miembro del Ciné-Club du Quartier Latin, donde conoce a André Bazin y François Truffaut. Hizo prácticas en Marly-le-Roy, donde vivió con Alain Resnais, Agnès Varda y Jean Michel, presidente de la Federación de Cineclubes Franceses.
Se le considera el fundador del primer cineclub de Portugal, el Círculo de Cine ( 1946 ). En 1948, la sede del Círculo fue atacada por la PIDE, la policía secreta del Estado Nuevo quien detuvo a Ernesto de Sousa y a los otros miembros de la directiva. Esta será la primera de cuatro detenciones por motivos político-culturales.
El carácter cultural y cívico desarrollado por Ernesto de Sousa se extiende por todo el país y se complementa con la revista Plano Focal, donde publica una entrevista a Man Ray (nº 4, 1953), y con la revista Imagem (2ª Serie, 1956-61). ), de la que es editor principal, luchando por el "nuevo cine" en Portugal. Entrevista al crítico Bernard Dort y al director Chris Marker, entre otros.
Dirige la revista Imagem y continúa su actividad cinematográfica asociativa, revelando a toda una generación de cinéfilos y jóvenes universitarios de Lisboa los movimientos cinematográficos de vanguardia o representativos de la época.
Entusiasmado por el séptimo arte, logra producir, con medios precarios -con Raúl Solnado como actor principal y otros actores que permanecerían- la película Dom Roberto, premiada en el Festival de Cannes de 1963 (Mención Especial del Jurado a la Mejor Película para jóvenes). Luego fue detenido por la policía política del Estado Novo, que le impidió estar presente en Cannes. Para financiar el proyecto, Ernesto de Sousa tuvo la idea de crear una cooperativa de cine, idea que permanecería viva y sería un tema candente en la revista Imagem.
Mientras tanto, se dedicó a la investigación en el campo del arte popular portugués, introduciendo a artistas como Rosa Ramalho y descubriendo la obra de Franklin Vilas Boas, un lustrabotas de Esposende, que para realizar esculturas recoge restos de troncos de árboles y restos de madera en la playa y les quita “lo que sobra”. Sigue activo en el mundo del arte, ya sea como comentarista y escritor o tratando con galeristas y trabajando en los medios de difusión del arte en Portugal.
En 1969 realizó el ejercicio de comunicación poética, con música en vivo de Jorge Peixinho y el Grupo de Música Contemporánea, destacando autores que le interesaban: Herberto Helder, Almada Negreiros, Luísa Neto Jorge, Mário Cesariny . Crea el XIV Taller Experimental para el desarrollo de proyectos colectivos, de “creación permanente”, para «investigar y profundizar formas de comunicación». Colabora en la revista Arte Opinião (1978-1982).
Almada Negreiros es una referencia permanente para Ernesto de Sousa. La obra y personalidad de este autor son el punto de partida de artículos, libros y “mixed-media”.
A mediados de los años 60 entró en contacto con el movimiento Fluxus, mantuvo correspondencia con Ken Friedman, entrevistó a Ben Vaultier y se hizo amigo de Robert Filliou y Wolf Vostell . A partir de 1976 realizó su primera visita al Museo Vostell Malpartida, en Cáceres, y participó en la inauguración de la escultura VOAEX Inspirado en Wolf Vostell y su arte y el proyecto museístico contó con la participación de numerosos artistas portugueses. Mientras tanto, estará presente en pasantías y congresos internacionales dedicados al estudio de la comunicación y la pedagogía, a través de medios audiovisuales.
En 1972 Ernesto de Sousa visitó la Documenda 5, en Kassel, donde entrevistó a Joseph Beuys . Fascinado por la vida y obra de este artista alemán, destaca el aspecto pedagógico de su obra y la concepción del arte como vida. Desarrolla proyectos artísticos en video y organiza, en 1977, la exposición Alternativa Cero, en la Galería Nacional de Arte Moderno, en Belém.
Recupera los paneles de Almada en el Cine San Carlos de Madrid y consigue transportarlos a Portugal, en una importante operación en el contexto de la defensa del patrimonio nacional.
Se involucra en cadenas del movimiento mail art . Es socio fundador de la Galería Diferença (1978 ), miembro de la Asociación Internacional de Críticos de Arte (AICA) y de IKG ( Internationales Künstler Gremium).
Entre los años 60 y 80, promovió el videoarte, los happening, la performance en cursos, artículos y conferencias que contribuyeron a abrir nuevos caminos para el arte portugués, incluido el Arte Portugués Actual, en la Escuela Superior de Artes Visuales, en Ginebra, a invitación de Chérif Défraoui. En 1976 presentó el Ciclo sobre videoarte, en el Instituto Alemán de Lisboa, en colaboración con la videoteca del Neuer Berliner Kunstverein. También presentó vídeos de R. Hamilton, Vostell, Beuys, Rebecca Horn y Allan Kaprov. Por invitación de Dulce d'Agro, presenta el ciclo Artes Escénicas, en la Galeria Quadrum, que muestra una amplia documentación visual sobre performances,videoarte y nueva fotografía, en colaboración con Gina Pane, Ulrike Rosenbach y Dany. Bloque, entre otros.
Fue curador para Portugal de la Bienal de Venecia en 1980, 1982 y 1984.

### Autobiografía
Autobiografía, en un desplegable de la exposición "La tradición como aventura", Gal. Quadrum, Lisboa, 1978
(…) La pasión por la pintura fue cuando comencé a hacer pinturas. Terminé un curso universitario. De la ciencia… Fue la gran re-volta. Que luego se convirtió en un cámara oscura.
El cine. El descubrimiento del Otro. "Dom Roberto" y la "Imagen". Cultura, Francia (la "Grande Chaumière", los estudios). El radioteatro (fue entonces cuando conocí a Redol, un buen hombre). El otro teatro (fue cuando conocí a José Rodrigues, Peixinho, Rosa). Y Raúl Brandão y Porto.
Algés es el Primer Acto: fluxus y más allá del teatro. Había conocido a Almada Negreiros. Yo empecé.
Italia, Rusia, Europa, el Mundo.
La música, el Grupo de Música Contemporánea: yo estaba en la banda . Crítica de arte (fue entonces cuando conocí a Lopes Graça), Seara Nova, neorrealismo y luego 25 de Abril. ¿Es la crítica una opción o una necesidad? En Portugal es una necesidad (Garrett) .
La pasión de la escultura. Arte popular (…)
Inicié la experiencia de apropiación de textos literario-tipográficos en 1977 ("Alternativa Zero"). Exposición de Orlando (Virginia Woolf). Desautorización absoluta (anonimato) y carácter tautológico (traducción, tipografía). La coincidencia de significados se jugó como una investigación estética. Coincidencia con la propia exposición: tiempo, evanescencia total y hecatombe de palabras. Cero. (…)

## Películas
- 1954 - O Natal na Arte Portuguesa
- 1962 - Dom Roberto
- 1969 - Crianças Autistas
- 1975 - Cantigamente Nº5 (largometraje de Cantigamente, série TV): años 60 a 65